# Pechvogel
Een pechvogel is een pop in de vorm van een vogel die in vroegere tijden gebruikt werd als een strafmiddel in het onderwijs. Deze pop was gevuld met zaagsel of erwten. Als een leerling zich misdroeg dan gooide de meester de pechvogel naar de leerling. Deze moest deze dan terugbrengen naar de meester en kreeg daarna een klap op de hand met de plak. 

## Herkomst
De naam van de pop (pechvogel), evenals de hedendaagse gelijknamige term om een ongelukkig persoon mee aan te duiden, komt oorspronkelijk uit het Duits, via 18e- en 19e-eeuws studentenjargon. Daar was het de benaming voor een vogel die men ving door pek (Pech in het Duits) of vogellijm op een tak te smeren, waardoor de vogel bleef plakken.